# セカンドパートナー
セカンドパートナーとは、すでに結婚している者（既婚者）が、配偶者以外との異性（既婚独身を問わない）と恋愛感情に基づく関係を持つことである。独身者が既婚者と恋愛感情に基づく関係を持つこともセカンドパートナーの関係性である。いずれも略して、セカパと称されることも多い。
単なる友人関係ではなく恋愛感情を伴うが、不倫とは異なるとされる（後述）。
セカンドパートナーに対し、夫婦関係のことをファーストパートナーという。セカンドパートナーは多くが10年未満の交際期間とされていたが、近年は恒久的な恋愛関係となることもある。

## 背景
セカンドパートナーを求める背景として、「悩み相談の相手がほしい」や「結婚相手以外との刺激がほしい」というものがあるとされている。既婚者向けのマッチングアプリも存在するが、目的は不倫相手を探すだけではない。

## 特徴
セカンドパートナーという言葉は、2018年頃に日本で生まれたとされています。SNSやインターネットの普及により、既婚者同士の新しい関係性のあり方として徐々に浸透してきました。
不倫との主な相違点として、性交渉を持たないということが基本とされる。そのため、性交渉を行うことを主目的とする関係であるセックスフレンドとは区別される。交際相手も既婚者であることが多く、互いの家庭は壊さないことが前提とされる。
ただし、セカンドパートナーを有している人の中には肉体関係を持っている者がいるという調査もある。

## 法的問題
日本国の法においては、上記のような形態でのセカンドパートナーの場合、挿入を伴う性行為が行われないことから基本的には裁判上の離婚理由にはならない。ただしあまりに親密度の過ぎた関係を持った場合や、配偶者がセカンドパートナーの存在を不安・不満に思い別居したときなど、場合によっては離婚に発展したり慰謝料の支払い義務が生じたりすることもある。